# Adèle Castillon

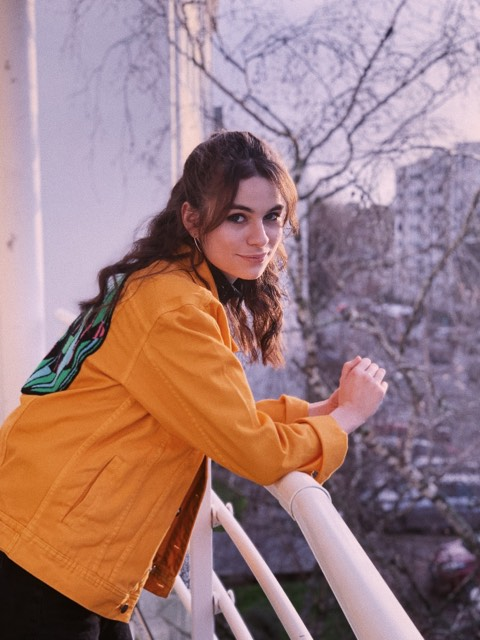
Adèle Castillon (2019)

Adèle Castillon du Perron (* 24. Oktober 2001 in Angers) ist eine französische Sängerin, YouTuberin und Schauspielerin. Sie war Sängerin in dem Pop-Duo Videoclub, welches von 2018 bis 2021 existierte.

## Leben
Adèle Castillon wurde 2001 in Angers geboren. Sie ist nach eigenen Angaben seit ihrer Kindheit im Internet aktiv, was sie in später in Videos wie Être un 2000 aufgreift.
Adèle Castillon macht sich über ihren YouTube-Kanal bekannt, auf dem sie schon mit 13 Jahren Videos mit ausgefallenem Humor veröffentlicht.
Im Jahr 2014, mit 13 Jahren, begann sie ihren YouTube-Kanal, der besonders aus Vlogs und Sketchen bestand. Als Inspiration für ihre ersten Videos nennt sie insbesondere die Webvideoproduzenten Norman Thavaud, Hugo Dessioux und Marc Jarousseau.
Mit ihrem damaligen Freund Matthieu Reynaud gründete sie im September 2018 die Band Videoclub, welche insbesondere für ihre Elektropop-Lieder L'amour plastique und En nuit bekannt wurde. Nach der Veröffentlichung ihres ersten Albums Euphories gaben Castillon und Reynaud im Frühjahr 2021 bekannt, sich getrennt zu haben. Castillon arbeitet seitdem als Solo-Künstlerin, beispielsweise an ihrer im Juli 2022 veröffentlichten Single Impala.
2023 veröffentlichte sie ihr Debütalbum Plaisir Risque Dépendance mit welchem ihr der Charteinstieg in Frankreich gelang.
Im Jahr 2024 nahm sie an einem Benefizkonzert zu Gunsten der Stiftung SOS Méditerranée teil, welche sich für die Seenotrettung einsetzt. An diesem Konzert performte sie ihren Song „ce soir“ zusammen mit dem berühmten französischen Rapper Gazo.

## Diskografie
Alben
- 2023: Plaisir Risque Dépendance
- 2025: Crève-cœur

EP
- 2024: Crèvecoeur (EP.I)

Singles
- 2022: Impala
- 2023: Rêve
- 2025: Grand soleil (Damso feat. Various Artists)

## Filmografie
- 2017: Sous le même toit
- 2018: School's Out (L’Heure de la Sortie)